# إريك أوتو إنجل
إريك أوتو إنجل (بالألمانية: Erich Otto Engel)‏ هو عالم حشرات ألماني، ولد في 29 سبتمبر 1866، وتوفي في 11 فبراير 1944.